# اورير اوعلمي
اورير اوعلمي هي قرية موجودة في بلدية قنزات، الكائنة بدائرة قنزات، بولاية سطيف الجزائرية.